# リフォレ積丹ホステル
リフォレ積丹ホステル（リフォレしゃこたんホステル）は、日本ユースホステル協会に加盟していた北海道積丹町のユースホステル。同協会加盟時の名称はリフォレ積丹ユースホステル。
オーナーである加藤明が妻子ととも1993年（平成5年）神戸から移住し、民宿を開業。2004年（平成16年）にユースホステル協会に加盟し、2023年（令和5年）、諸般の事情により同協会を脱会すると同時に改称したが、運営自体は継続している。
尚、運営は夫妻のみで行っている。

## アクセス
- 函館本線余市駅下車 中央バス余別行き55分、婦美下車 徒歩4分
  - 札幌からの高速バス利用者は美国まで送迎あり（要連絡）